# Governo Giolitti III
Il Governo Giolitti III è stato il quarantacinquesimo esecutivo del Regno d'Italia, il terzo guidato da Giovanni Giolitti.
Esso, nato in seguito alle dimissioni del governo precedente, è stato in carica dal 30 maggio 1906 all'11 dicembre 1909 (sebbene già dimissionario dal precedente 2 dicembre) per un totale di 1 291 giorni, ovvero 3 anni, 6 mesi e 11 giorni.

## Principali politiche
Già nel primo mese di Governo furono adottati importanti provvedimenti: le leggi a favore del Mezzogiorno, quelle per la nazionalizzazione delle ferrovie meridionali e quella sulla conversione della rendita. 
Successivamente, nel maggio 1907, il Governo fece votare al Parlamento l'istituzione di una Commissione d'inchiesta sull'organizzazione e sull'amministrazione dei servizi dipendenti dal Ministero della Guerra, sulla scia di quella istituita nel 1904 per la Marina militare.
Altro evento importante del terzo Governo Giolitti fu il terremoto che sconvolse Messina e Reggio Calabria il 28 dicembre 1908, causando 150 000 morti. Di conseguenza, l'8 gennaio 1909 la Camera approvò il disegno di legge presentato dal Governo che stanziava 30 milioni per la ricostruzione, finanziando l'operazione con il raddoppio della tassa di bollo sui biglietti ferroviari e di navigazione e l'aumento di un ventesimo delle tasse sugli affari e delle imposte sui terreni, sui fabbricati e sui redditi di ricchezza mobile.
Dopo che il suo progetto legislativo sulle convenzioni marittime non venne approvato, Giolitti si decise a dimettersi, anche perché non si trovava in un buon periodo di salute; nel dicembre del 1909 annunciò quindi una serie di decreti giudicati troppo vicini all'estrema sinistra - un'imposta progressiva globale sui redditi e la diminuzione dell'imposta sullo zucchero - che, come aveva calcolato, non furono accettati dalla maggioranza: tale rifiuto gli diede il pretesto per gettare la spugna.

## Compagine di governo

### Appartenenza politica
| Partito | Partito          | Presidente | Ministri | Sottosegretari | Totale |
| ------- | ---------------- | ---------- | -------- | -------------- | ------ |
|         | Sinistra storica | 1          | 9        | 10             | 20     |
|         | Destra storica   | -          | 3        | 4              | 7      |

### Situazione parlamentare
NOTA: Nonostante ormai le dinamiche parlamentari sulla fiducia (che venivano spesso attuate indirettamente e tramite vari ordini del giorno), avevano ormai portato ad una prassi di forte rilevanza stratificata e abbastanza consolidata dell’organo legislativo e della Monarchia parlamentare, con un’evidente evoluzione in senso democratico della responsabilità politica, essa fu ciononostante solo una convenzione costituzionale. Ufficialmente infatti, ai tempi del Regno d'Italia, poiché secondo lo Statuto Albertino il governo rispondeva concretamente al solo Re (il quale, dando egli stesso una prima fiducia al governo, aveva il potere di far resistere l’esecutivo ad un voto della Camera dei deputati, come alcune volte fece), il rapporto con il Parlamento in senso moderno non era pienamente obbligatorio (ed in tal senso vari sono stati i casi di formazione o sopravvivenza di un governo palesemente privo di tale supporto), pur diventato oramai fondamentale (e più affine alla forma moderna solo successivamente, specie con l’ascesa dei partiti di massa e con l’introduzione del sistema proporzionale). Per questo motivo, il grafico sottostante espone, secondo ricostruzioni e dichiarazioni, nonché secondo la composizione del governo ed anche secondo il voto effettivamente subìto, il supporto che questo ha ottenuto a fini puramente enciclopedici e storici, tenendo conto della facile mutevolezza delle forze politiche e del contesto storico-politico.
Fino al 24 marzo 1909 (XXII legislatura):
| Camera              | Collocazione | Partiti                               | Seggi     |
| ------------------- | ------------ | ------------------------------------- | --------- |
| Camera dei deputati | Maggioranza  | DEM (339), PLC (76)                   | 415 / 508 |
| Camera dei deputati | Opposizione  | PR (37), PSI (29), PRI (24), UECI (3) | 93 / 508  |

Dal 24 marzo 1909 (XXIII legislatura):
| Camera              | Collocazione | Partiti                                          | Seggi     |
| ------------------- | ------------ | ------------------------------------------------ | --------- |
| Camera dei deputati | Maggioranza  | DEM (336), PLC (36)                              | 372 / 508 |
| Camera dei deputati | Opposizione  | PR (45), PSI (41), PRI (24), UECI (16), IND (10) | 136 / 508 |

## Composizione
| Carica                                | Titolare                                                                                   | Titolare                                                               | Titolare                                                                | Sottosegretario |
| Presidenza del Consiglio dei ministri | Presidenza del Consiglio dei ministri                                                      | Presidenza del Consiglio dei ministri                                  | Presidenza del Consiglio dei ministri                                   | Sottosegretario di Stato alla Presidenza del Consiglio                                                                                 |
| ------------------------------------- | ------------------------------------------------------------------------------------------ | ---------------------------------------------------------------------- | ----------------------------------------------------------------------- | --- |
| Presidente del Consiglio dei ministri |                                                                                            |                                                                        | Giovanni Giolitti (Sinistra storica)                                    | Carica non assegnata |
| Ministero                             | Ministri                                                                                   | Ministri                                                               | Ministri                                                                | Sottosegretario |
| Affari Esteri                         |                                                                                            |                                                                        | Tommaso Tittoni (Destra storica)                                        | Guido Pompilj |
| Agricoltura, Industria e Commercio    |                                                                                            |                                                                        | Francesco Cocco-Ortu (Destra storica)                                   | Giuseppe Sanarelli (dall’8 giugno 1906)                                                                                                |
| Lavori Pubblici                       |                                                                                            |                                                                        | Emanuele Gianturco (Sinistra storica) (fino al 7 novembre 1907)         | Luigi Dari |
| Lavori Pubblici                       | Giovanni Giolitti (Sinistra storica) Ad interim (dal 7 novembre 1907)                      |                                                                        |                                                                         | Luigi Dari |
| Interno                               |                                                                                            |                                                                        | Giovanni Giolitti (Sinistra storica)                                    | Luigi Facta |
| Pubblica Istruzione                   |                                                                                            |                                                                        | Guido Fusinato (Indipendente) (fino al 2 agosto 1906)                   | Augusto Ciuffelli |
| Pubblica Istruzione                   |                                                                                            | Luigi Rava (Indipendente) (dal 2 agosto 1906)                          |                                                                         | Augusto Ciuffelli |
| Guerra                                |                                                                                            |                                                                        | Giuseppe Ettore Viganò (Indipendente) (fino al 29 dicembre 1907)        | - Giuseppe Valleris (dal 1º giugno 1906) - Luigi Segato (dal 2 gennaio al 13 dicembre 1908) - Giuseppe Prudente (dal 16 dicembre 1908) |
| Guerra                                |                                                                                            | Severino Casana (Indipendente) (dal 29 dicembre 1907 al 4 aprile 1909) |                                                                         | - Giuseppe Valleris (dal 1º giugno 1906) - Luigi Segato (dal 2 gennaio al 13 dicembre 1908) - Giuseppe Prudente (dal 16 dicembre 1908) |
| Guerra                                |                                                                                            | Paolo Spingardi (Indipendente) (dal 4 aprile 1909)                     |                                                                         | - Giuseppe Valleris (dal 1º giugno 1906) - Luigi Segato (dal 2 gennaio al 13 dicembre 1908) - Giuseppe Prudente (dal 16 dicembre 1908) |
| Marina                                |                                                                                            |                                                                        | Carlo Mirabello (Indipendente)                                          | Augusto Aubry (dal 31 gennaio 1907) |
| Finanze                               |                                                                                            |                                                                        | Fausto Massimini (Sinistra storica) (fino al 24 marzo 1907)             | - Marco Pozzo (fino al 19 aprile 1907) - Vittorio Cottafavi (dal 23 aprile 1907)                                                       |
| Finanze                               | Angelo Majorana Calatabiano (Sinistra storica) Ad interim (dal 24 marzo al 19 aprile 1907) |                                                                        |                                                                         | - Marco Pozzo (fino al 19 aprile 1907) - Vittorio Cottafavi (dal 23 aprile 1907)                                                       |
| Finanze                               |                                                                                            | Pietro Lacava (Sinistra storica) (dal 19 aprile 1907)                  |                                                                         | - Marco Pozzo (fino al 19 aprile 1907) - Vittorio Cottafavi (dal 23 aprile 1907)                                                       |
| Grazia e Giustizia e Culti            |                                                                                            |                                                                        | Nicolò Gallo (Sinistra storica) (fino al 14 marzo 1907)                 | - Gaspare Colosimo (dal 5 giugno 1906 al 24 marzo 1907) - Marco Pozzo (fino al 19 aprile 1907)                                         |
| Grazia e Giustizia e Culti            |                                                                                            | Vittorio Emanuele Orlando (Sinistra storica) (dal 14 marzo 1907)       |                                                                         | - Gaspare Colosimo (dal 5 giugno 1906 al 24 marzo 1907) - Marco Pozzo (fino al 19 aprile 1907)                                         |
| Poste e Telegrafi                     |                                                                                            |                                                                        | Carlo Schanzer (Destra storica)                                         | - Michele Bertetti - Teofilo Rossi (dal 4 aprile al 1º luglio 1909) - Teobaldo Calissano (dal 13 luglio 1909)                          |
| Tesoro                                |                                                                                            |                                                                        | Angelo Majorana Calatabiano (Sinistra storica) (fino al 17 maggio 1907) | Giuseppe Fasce |
| Tesoro                                |                                                                                            | Paolo Carcano (Sinistra storica) (dal 17 maggio 1907)                  |                                                                         | Giuseppe Fasce |

## Cronologia

### 1906
- 29 maggio - Il governo giura dinnanzi al Re.
- 12 giugno - Alla Camera dei Deputati, Giolitti espone le sue dichiarazioni programmatiche di governo, successivamente approvate con 262 voti favorevoli (98 contrari).

### 1909
- 8 febbraio - È sciolta la Camera dei Deputati e convocati gli elettori per il 7 e 14 marzo; e il nuovo Parlamento per il 24 marzo.
- 7-14 marzo: Si svolgono le elezioni politiche: il governo, non dimessosi, vede ridurre  la sua base d’appoggio, per via di alcune importanti perdite della Destra storica ed alcune minori a Sinistra. Crescono i partiti minori.
- 2 dicembre - Gli Uffici della Camera votano contro il disegno di legge per la riforma tributaria, dando così al governo la motivazione ufficiale per le dimissioni, le quali, accettate dal Re, portano quest’ultimo ad assegnare nuovamente l’incarico a Sidney Sonnino.
- 11 dicembre - Con il giuramento del nuovo esecutivo termina ufficialmente l’esperienza di governo.